# Torvald Wermelin
Torvald Wermelin, född 1916, död 1980, var en person inom scouting, programledare i radio och författare.
Wermelin var en förgrundsgestalt inom svensk scouting och svenskt friluftsliv. Han var tidigt aktiv med att resa runt och introducera scouting i Sverige. Inom scoutrörelsen kallades han för "Långa Lassot". Wermelin kom senare att arbeta som ungdomskonsulent vid MoDos industrier.
Wermelin arbetade även vid Sveriges Radio. Åren omkring 1957 var han redaktör för ungdomsprogrammet Veckans Allehanda. Där debuterade Lars-Gunnar Björklund som sportredaktör, Clabbe af Geijerstam som reporter och Ragnar Falck med sitt kända Nicke Lilltroll. Han ersatte Lennart Hyland som programledare för Snurran och han hade ett eget radioinslag som Robinsson Wermelin. Som Robinsson levde han primitivt under en sommar på en ö i Stockholms skärgård med en höna och en get som sällskap och gav rapporter om sina framsteg i överlevandets konst.
Wermelin skrev också några böcker - Din patrull skrevs för scouter och var en inspirations - och instruktionsbok som användes i många decennier. En skönlitterär ungdomsroman Rutskjortorna skrevs på 1950-talet och i början på 1960-talet kom Ute och Mera Ute; två legendariska instruktionsböcker i friluftsliv.
Wermelin föreläste och inspirerade ungdomar runt hela landet. Hans föredrag handlade om alla frestelser som passiviserade det egna initiativet. Nyckelord var "släppja" och "den kolorerade veckopressen". Hans entusiasm resulterade i ungdomsorganisationer som "TVM" (1958) - Tre VildmarksMål och "Argaladei" (1966) - namnet kommer från ett norskt fjäll nära Ikisjaure i Sverige. Argaladei anordnade avancerade vildmarksexpeditioner och nätverken som bildades lever än idag.
Tanken med mer avancerade rörelser var att skapa inspirerade ledare som kunde föra vildmarkstraditionerna vidare. Han myntade uttryck som "kolimu" - konst, litteratur och musik - allt för att visa att naturen inte var "en annan sorts kolstybbsbana att springa sig svettig på" utan hade mycket "insida" att erbjuda.
Hans intresse för botanik var seriöst och han artbestämde baggsöta som var det första fyndet på den enda växtplatsen i Sverige. Mycket av det Wermelin upplevde förevigade han med sin kamera och använde bilderna i bildspel och som inspiration under sina föredrag.